# كيم تشانغ-هي
كيم تشانغ-هي (هانغل: 김창희) هو لاعب كرة قدم كوري جنوبي في مركز الوسط، ولد في 5 ديسمبر 1986 في كوريا الجنوبية. لعب مع نادي دايجو.

## وصلات خارجية
- كيم تشانغ-هي على موقع دوري كوريا الجنوبية (الإنجليزية)
- كيم تشانغ-هي على موقع قاعدة بيانات كرة القدم.إي يو (الإنجليزية)